# Calyptopora
Calyptopora is een geslacht van neteldieren uit de familie van de Stylasteridae.

## Soorten
- Calyptopora reticulata Boschma, 1968
- Calyptopora zibrowii Cairns, 2015